# Louis Bezzina
Louis Bezzina (nascido em 19 de setembro de 1951) é um ex-ciclista maltês que competiu no ciclismo nos Jogos Olímpicos de Verão de 1972, representando o Malta.